# Susan Patterson (Skirennläuferin)
Susan Patterson (* 11. Oktober 1955 in Sun Valley, Idaho) ist eine ehemalige US-amerikanische alpine Skirennläuferin.
Patterson trat zwischen 1974 und 1978 im Weltcup an. Dabei konnte sie sich sechsmal unter den Top Ten platzieren. 1976 qualifizierte sie sich für die olympischen Winterspiele in Innsbruck. Dort belegte sie im Abfahrtslauf den 14. Platz. Zwei Jahre später belegte sie bei den Skiweltmeisterschaften 1978 in Garmisch-Partenkirchen Rang 15 ebenfalls im Abfahrtslauf.
Pattersons Bruder Pete Patterson ist ebenfalls ein ehemaliger Skirennläufer. Patterson war mit dem Langläufer und Kletterer Ned Gillette verheiratet. 1998 wurden beide bei einer Klettertour in Pakistan überfallen. Patterson überlebte, ihr Ehemann starb.